# Fondation Coca-Cola
La Fondation Coca-Cola (Coca-Cola Scholars Foundation en anglais) est une association à but non lucratif qui travaille sous la direction de The Coca-Cola Company. Basée à Atlanta en Géorgie, elle a été créée en 1986. Elle a pour mission de « récompenser l'excellence ». Chaque année, la fondation distribue plus de 3,4 millions de dollars (2,6 millions d'euros) à 1 400 étudiants américains.

## Histoire
La boisson Coca-Cola approchant son centenaire en 1986, les dirigeants de l'entreprise décidèrent de créer une filiale pour récompenser et aider les étudiants méritants en leur accordant des bourses d'études. La première année, 150 lycéens prêts à partir étudier à l'université se virent accorder une bourse pour leurs quatre premières années d'études supérieures. Aujourd'hui, chaque année, 50 bourses de 20 000 $ et 200 bourses de 10 000 $ sont accordées. La fondation Coca-Cola organise régulièrement des journées (principalement au siège social à Atlanta) au cours desquelles les élèves boursiers peuvent se rencontrer. C'est également au cours de ces journées que The Coca-Cola Company propose des stages et des emplois à ces étudiants.

## Processus de sélection
Le processus de sélection des élèves boursiers est rigoureux. Ils doivent tout d'abord s'inscrire en ligne en décrivant leurs résultats scolaires, leur caractère, leurs engagements extra-scolaires (associations ...) Cette inscription a lieu entre le mois d'août et le mois d'octobre. Chaque année, la fondation reçoit entre 85 000 et 100 000 dossiers. Les dossiers sont traités informatiquement : 2 500 d'entre eux sont pré-sélectionnés. Il est ensuite demandé aux étudiants pré-sélectionnés d'écrire un essai concernant leurs valeurs et leurs objectifs. C'est après cette étape que 250 élèves sont choisis et convoqués quelques jours au siège social à Atlanta ; leurs frais sont entièrement pris en charge par l'entreprise. Durant leur séjour, de nombreuses activités leur sont proposées mais l'objectif principal est de leur faire passer des entretiens qui permettent de choisir les élèves qui recevront une bourse de 20 000 $ et ceux qui recevront la somme de 10 000 $.

## Éligibilité
Afin d'être éligible à une bourse d'études, il est nécessaire d'être lycéen prévoyant d'étudier à l'université l'année suivante. De plus, les candidats doivent être des citoyens américains, des résidents permanents ou des résidents temporaires.